# كبريتيد الفسفور
كبريتيدات الفسفور هي مجموعة من المركبات الكيميائية اللاعضوية المؤلفة من عنصري الكبريت والفسفور. لهذا المركبات الصيغة العامة P4Sx حيث x ≤ 10؛ حيث تحوي جميع كبريتيدات الفوسفور بنية رباعية السطوح من ذرات الفوسفور.
هناك مركبان ذوا أهمية من بين هذه المركبات، وهما خماسي كبريتيد الفوسفور (P4S10) وثلاثي كبريتيد رباعي الفوسفور (P4S3). من بين الكبريتيدات الممكنة أيضاً كل من P4S4 و P4S5 و P4S6 و P4S7 و P4S8 و P4S9. يستخدم للتمييز بينها أحرف إغريقية، والتي هي مرتبة حسب تاريخ الاكتشاف، وليس اعتماداً على البنية. يعد P4S2 معروفاً أيضاً، لكنه غير مستقر فوق درجة الحرارة −30 °C.

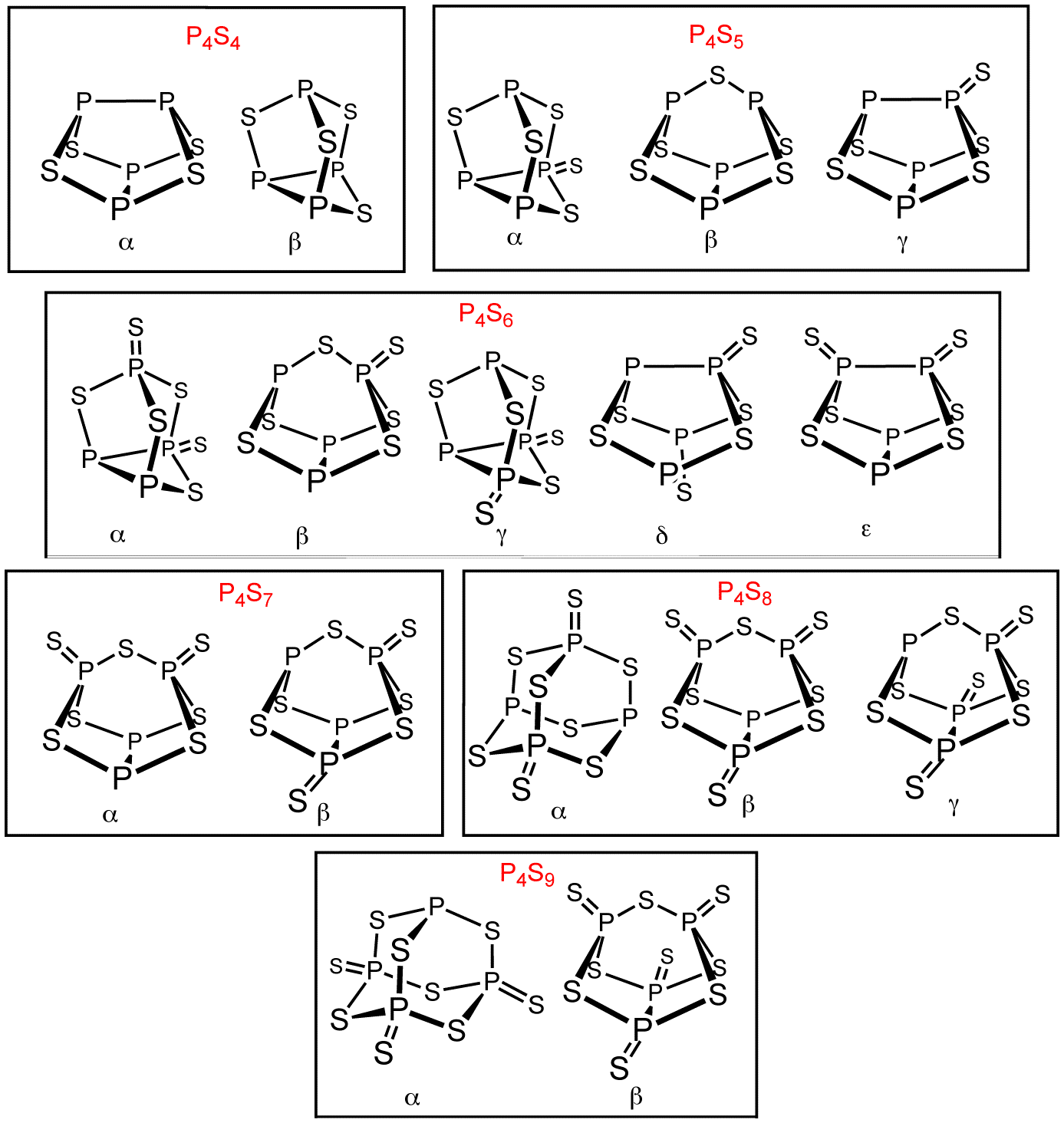
كبريتيدات الفوسفور